# Hyundai Elevator

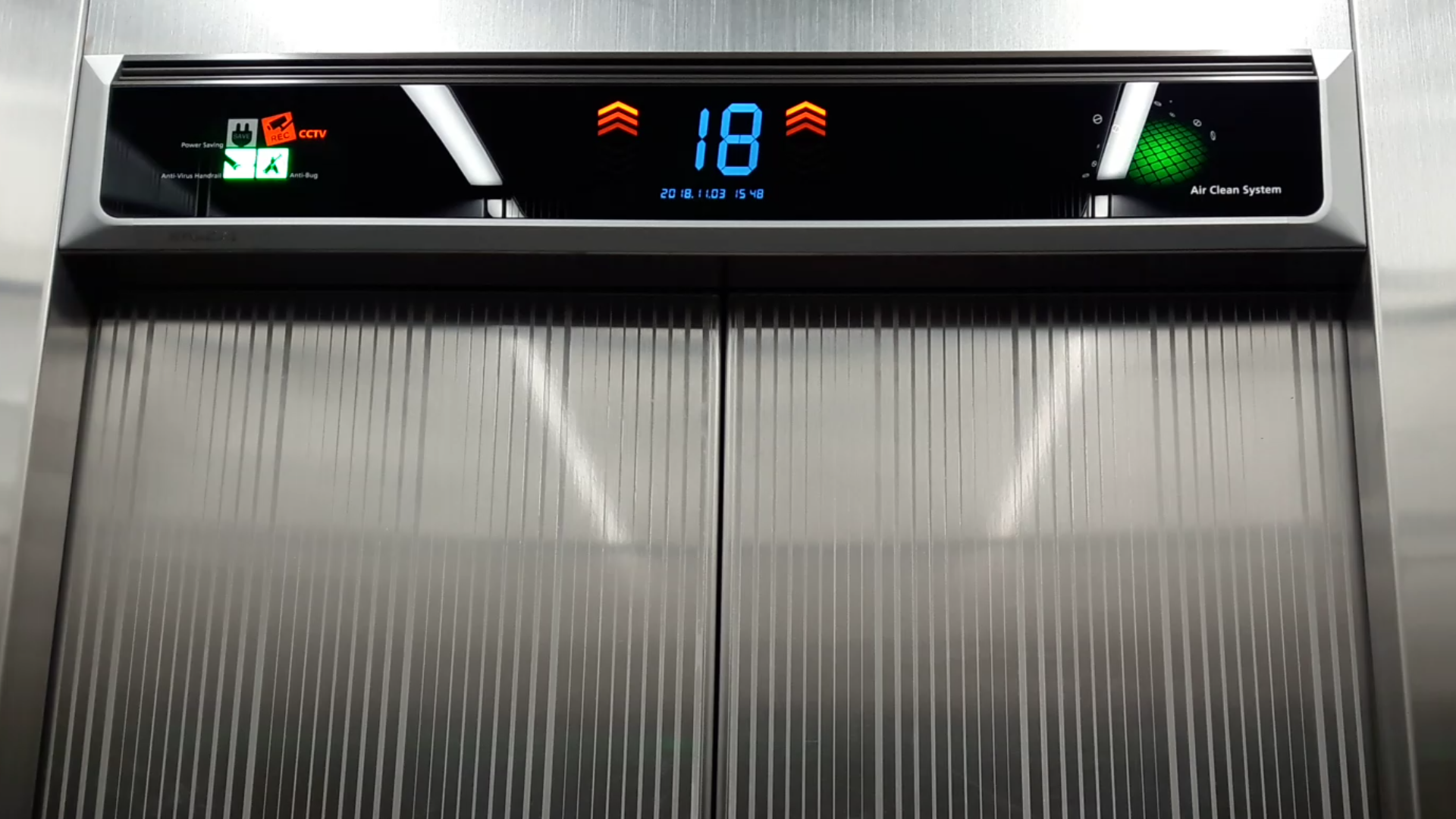
Personenaufzug von Hyundai Elevator

Hyundai Elevator(현대엘리베이터) ist ein südkoreanischer Hersteller von Aufzügen mit Sitz in der Stadt Mokhaeng dong chungju, Chungcheongbuk-do, Gyeonggi-do. Das Unternehmen ist Teil der Hyundai Group.

## Geschichte
Hyundai Elevator entstand 1984 aus einem Joint Venture zwischen der Hyundai Heavy Electric Machines Company und Westinghouse. Im Jahr 1985 wurde in Icheon in der Provinz Gyeonggi-do die erste Fabrik für Aufzugsanlagen fertiggestellt, ein zweites Fabrikgebäude für Fahrtreppen folgte 1988. Nach dem Rückzug von Westinghouse aus der gemeinsamen Unternehmung 1989 wurde die Hyundai-Gruppe alleiniger Eigentümer der Gesellschaft. Seit 1996 besteht eine Börsennotierung von Hyundai Elevator.
Nach eigenen Angaben besitzt Hyundai Elevator einen Marktanteil von rund 43,7 % im heimischen Korea. Hinter der Hyundai Group war die Schweizer Schindler Gruppe im Jahr 2018 mit einem Anteil von über 17 % zweitgrößter Aktionär des Unternehmens. Schindler war 2006 mit einem Anteil von 25 % bei dem Unternehmen eingestiegen und hatte diesen Anteil zeitweise auf 35 % ausgeweitet. Durch mehrere Kapitalerhöhungen bei Hyundai Elevator, die gegen den Willen von Schindler durchgeführt wurden, wurden die Anteile von Schindler verwässert. Die erforderlichen Wertberichtigungen infolge des gesunkenen Aktienkurses von Hyundai Elevator beliefen sich bei Schindler auf einen Franken-Betrag in dreistelliger Millionenhöhe. Schindler leitete in der Folge ein Schiedsgerichtsverfahren gegen den südkoreanischen Staat ein.